# Мкртчян Левон Микитович
Левон Микитович Мкртчян (8 травня 1938, місто Кіровабад, тепер місто Гянджа, Азербайджан) — вірменський радянський діяч, лікар-онколог, директор Онкологічного наукового центру Міністерства охорони здоров'я Вірменської РСР. Член ЦК КПРС у 1990—1991 роках. Доктор медичних наук (1972), професор (1973). Президент Академії медичних наук Республіки Вірменії (1997).

## Життєпис
У 1961 році закінчив з відзнакою лікувальний факультет Єреванського державного медичного інституту Вірменської РСР.
У 1961—1970 роках — старший лаборант, молодший науковий співробітник, асистент кафедри, в 1970—1972 роках — доцент, у 1972—1977 роках — професор кафедри патоморфології Єреванського державного медичного інституту.
Член КПРС з 1967 року. 
У 1977—1999 роках — директор Онкологічного наукового центру Міністерства охорони здоров'я Вірменської РСР (Вірменії). Одночасно працював науковим консультантом центру квантової медицини «Відгук» при Кабінеті міністрів України.
З 1999 року — завідувач лабораторії онкологічної профілактики Онкологічного наукового центру Міністерства охорони здоров'я Вірменії. З 2000 року — завідувач пріонної лабораторії Єреванського державного медичного університету.
Автор 285 наукових статей та повідомлень, 13 монографій, 7 патентів. Область наукових досліджень: наукові засади активної профілактики злоякісних пухлин; створення протиракової вакцини; природні протиракові субстанції (кейлони, інтерферони); механізми вислизання ракових клітин імунного нагляду. 

## Нагороди та відзнаки
Заслужений діяч науки Вірменської РСР (1990). Лауреат «Золотого диска за наукові здобутки» (США. 1995). Міжнародний почесний діяч культури (США, 1996). Чоловік року (1997, Американський біографічний інститут). Лауреат «Золотої зірки» (1997, МБЦ, Кембрідж, Англія). Член президії правління наукового товариства онкологів СРСР (1979—1990). Голова науково-медичних товариств Міністерства охорони здоров'я Вірменської РСР (1982—1991). Почесний член товариства патологів Угорщини (1984). Член асоціації директорів онкологічних інститутів країн СНД (1992—1999). Дійсний член Нью-Йоркської Академії наук (1996). Член ради директорів Американського біографічного інституту (1996). Президент Академії медичних наук Республіки Вірменії (1997). Академік Міжнародного товариства академіків (США, 1998). Член-кореспондент Міжнародної академії "Арарат" (Франція. 1998). Академік Російської академії суспільних наук (1999).